# Борроуз, Брайан
Брайан Борроуз (англ. Brian Borrows, 20 декабря 1960 года, Ливерпуль) — английский футболист, защитник. Наиболее известен по выступлениям за «Ковентри Сити». Также играл за «Эвертон», «Болтон Уондерерс» и «Суиндон Таун».

## Карьера
Профессиональную карьеру начал в «Эвертоне», затем играл за «Болтон».
В 1985 году подписал контракт с «Ковентри Сити». Выступал за клуб более десяти лет, пропустив за это время менее 20-ти матчей клуба. Всего за «Ковентри» сыграл 474 игры во всех турнирах, забив в них 13 мячей. В сезоне 1989/90 был избран игроком года в составе «Ковентри».
После завершения карьеры работал тренером в академиях «Ковентри» и «Дерби Каунти».